# Campionati europei di pentathlon moderno 2021
I campionati europei di pentathlon moderno 2021 sono stati la 29ª edizione della competizione. Si sono svolti dal 5 all'11 luglio 2021 a Nižnij Novgorod, in Russia.

## Medagliere
| Pos.   | Paese       | Oro | Argento | Bronzo | Totale |
| ------ | ----------- | --- | ------- | ------ | ------ |
| 1      | Ungheria    | 3   | 1       | 2      | 6      |
| 2      | Russia      | 1   | 1       | 2      | 4      |
| 3      | Bielorussia | 1   | 1       | 1      | 3      |
| 4      | Lituania    | 1   | 1       | 0      | 2      |
| 5      | Rep. Ceca   | 0   | 1       | 2      | 3      |
| 6      | Italia      | 1   | 0       | 1      | 2      |
| 7      | Francia     | 0   | 2       | 0      | 2      |
| 8      | Polonia     | 0   | 1       | 0      | 1      |
| Totale | Totale      | 7   | 7       | 7      | 21     |

## Podi

### Maschili
| Evento      | Oro                                                  | Punteggio | Argento                                                | Punteggio | Bronzo                                                  | Punteggio |
| Individuale | Bence Kardos Ungheria                                | 1476      | Brice Loubet Francia                                   | 1461      | Bence Demeter Ungheria                                  | 1456      |
| Squadre     | Ungheria Bence Kardos Bence Demeter Richárd Bereczki | 4380      | Francia Brice Loubet Pierre Dejardin Christopher Patte | 4352      | Bielorussia Ivan Khamtsou Yauheni Arol Artem Evstigneev | 4288      |
| Staffetta   | Italia Giuseppe Mattia Parisi Roberto Micheli        | 1495      | Bielorussia Yaroslav Radziuk Ilya Palazkov             | 1485      | Russia Kiril Beliakov Alexander Lifanov                 | 1476      |

### Femminili
| Evento      | Oro                                             | Punteggio | Argento                                                      | Punteggio | Bronzo                                                     | Punteggio |
| Individuale | Ieva Serapinaitė Lituania                       | 1376      | Blanka Guzi Ungheria                                         | 1369      | Sarolta Simon Ungheria                                     | 1361      |
| Squadre     | Ungheria Blanka Guzi Sarolta Simon Kamilla Réti | 4010      | Russia Gulnaz Gubaydullina Adelina Ibatullina Sophia Kozlova | 3900      | Italia Francesca Tognetti Aurora Tognetti Irene Prampolini | 3845      |
| Staffetta   | Bielorussia Volha Silkina Anastasija Prakapenka | 1430      | Polonia Marta Kobecka Natalia Dominiak                       | 1391      | Russia Uliana Batashova Anna Buriak                        | 1382      |

### Misti
| Evento    | Oro                                         | Punteggio | Argento                                     | Punteggio | Bronzo                                    | Punteggio |
| Staffetta | Russia Anastasia Chistiakova Kiril Beliakov | 1455      | Lituania Ieva Serapinaitė Justinas Kinderis | 1436      | Italia Irene Prampolini Valerio Grasselli | 1409      |